# Astragalus petri-primi
Astragalus petri-primi är en ärtväxtart som beskrevs av M.R. Rassulova och Strizhova. Astragalus petri-primi ingår i släktet vedlar, och familjen ärtväxter. Inga underarter finns listade i Catalogue of Life.